# 1312 w polityce

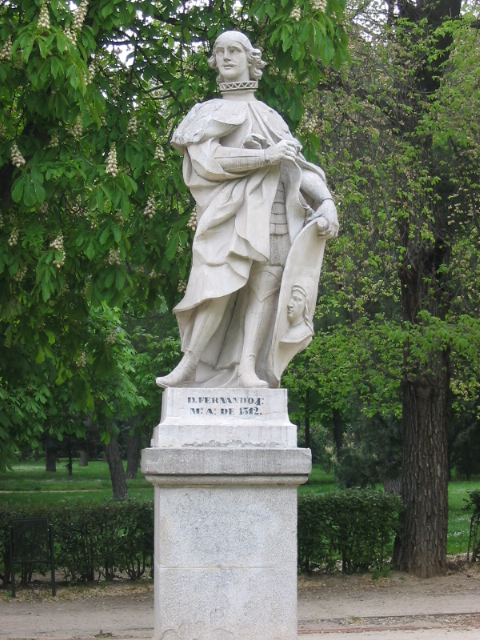
Ferdynand IV Pozwany

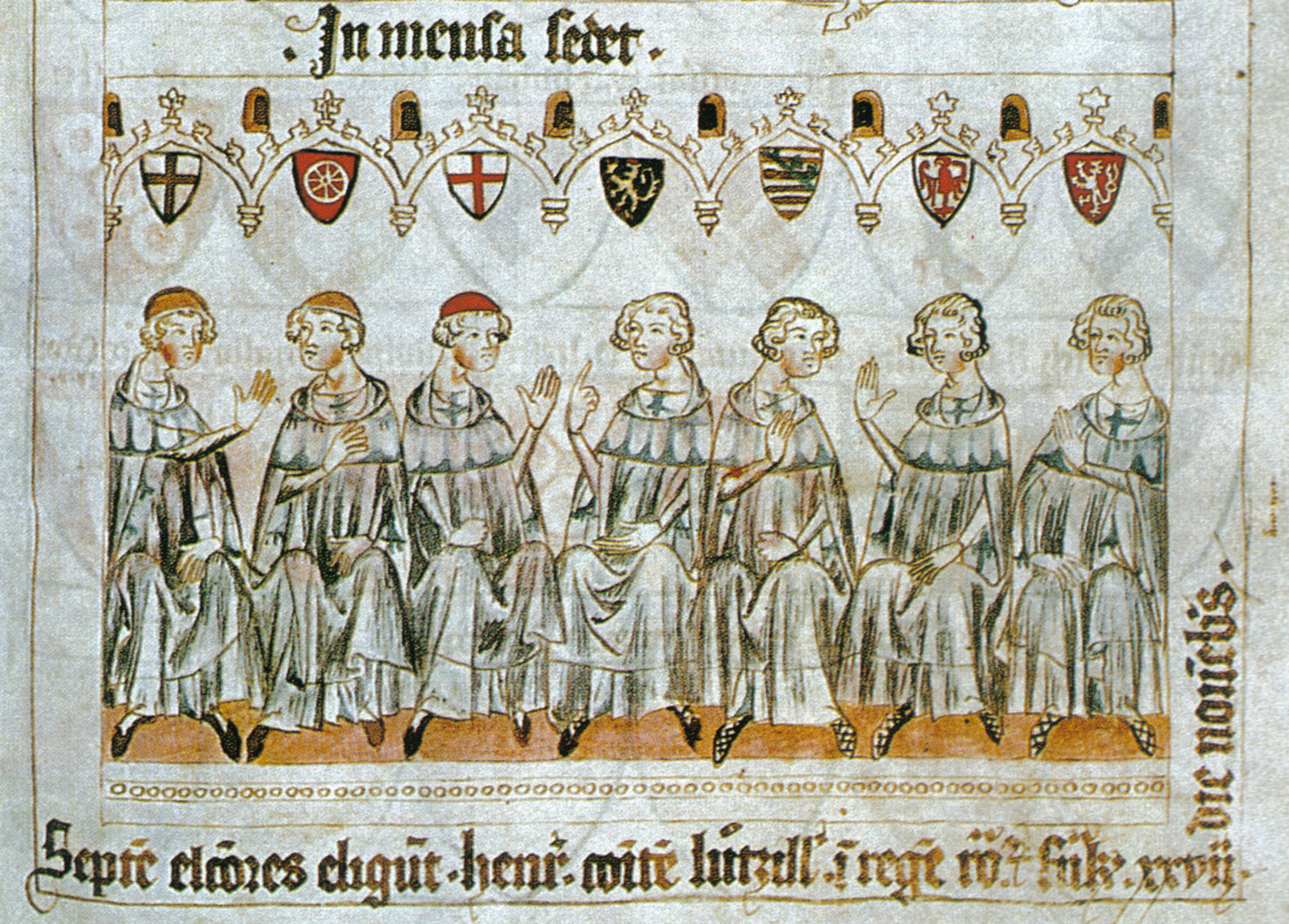
Książęta-elektorzy podczas głosowania nad wyborem Henryka VII na cesarza

Wydarzenia polityczne w 1312 roku.

## Wydarzenia
- Kończy się Sobór w Vienne[1][2].
- 3 kwietnia[3] Klemens V pod naciskiem ze strony króla Francji Filipa IV Pięknego rozwiązuje Zakon Templariuszy[4][5]. Następują represje wobec rycerzy zgromadzenia. Wielu z nich ginie na stosie[4].
- 29 czerwca Henryk VII Luksemburski zostaje koronowany na cesarza[6].
- Wygnanie Żydów z Francji przez Filipa IV Pięknego[7].
- Władysław Łokietek pokonał buntowników w Krakowie, zlikwidował dziedziczne wójtostwo, ograniczył samorząd, zakazał używania języka niemieckiego w księgach miejskich[8][9].

## Urodzili się
- 13 listopada Edward III, król Anglii[10].

## Zmarli
- 7 września Ferdynand IV Pozwany, król Kastylii i Leónu[11][12].
- 27 października Jan II Pokojowy, książę Brabancji[13].